# Arba Minch
Arba Minch är en stad i Etiopien.   Den ligger vid Abayasjön i regionen Southern Nations, i den sydvästra delen av landet, 400 km söder om huvudstaden Addis Abeba. Arba Minch ligger 1 269 meter över havet och antalet invånare är 95 373 (2012).